# Kanon Verlag
Der Kanon Verlag ist ein deutschsprachiger Independent-Verlag mit Sitz in Berlin. 

## Geschichte
Gegründet wurde er im Jahr 2020 von Gunnar Cynybulk, zu den bekanntesten Autoren gehören Bov Bjerg, Katharina Volckmer und Andreas Hüneke. Die Veröffentlichung des ersten Bandes der Tagebücher von Manfred Krug (Ich sammle mein Leben zusammen: Tagebücher 1996 – 1997) im Januar 2022 erregte größere Aufmerksamkeit. 2023 wurde nach Protesten die Auslieferung der von Donat Blum und Valentin Moritz herausgegebenen Anthologie Oh Boy gestoppt.

## Auszeichnungen
2022 wurde der Verlag für den Berliner Verlagspreis nominiert.